# Ergisch
Ergisch (walsertyska: Ärgisch/Äärgìsch) är en ort och kommun i distriktet Leuk i kantonen Valais, Schweiz. Kommunen har 184 invånare (2023).